# Nino Pršeš
Vahidin "Nino" Pršeš (* 29. August 1972 in Sarajevo) ist ein bosnischer Popsänger und Komponist.

## Leben und Wirken
Nino Pršeš studierte an der Musikakademie Sarajewo. Er wählte die Schwerpunkte Musiktheorie und Musikpädagogik. Pršeš war Keyboarder bei diversen Pop- und Rockbands und Komponist. Im Jahr 2000 veröffentlichte er sein erstes Solo-Album „Ženi se“ (Heirate). Mit dem Ethno-Popsong Hano trat Nino Pršeš beim Eurovision Song Contest 2001 an. Dort erreichte er Platz 14.
Er zog 2008 nach Slowenien und arbeitet seitdem als Musikproduzent und Film-Techniker.

## Diskografie
Alben
- 2000: Ženi se
- 2002: 1/1
- 2003: Jedan Kroz Jedan
- 2005: Rum-pum